# 聖拉斐爾 (門多薩省)

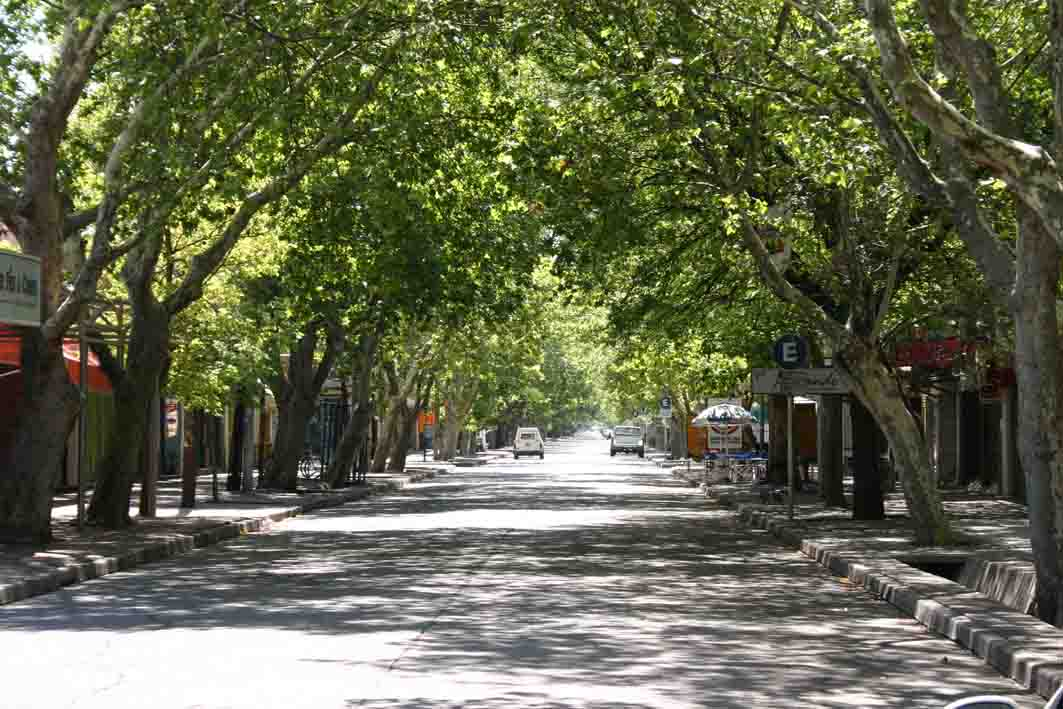
聖拉斐爾

聖拉斐爾是阿根廷的城市，位於該國西部，距離首府門多薩240公里，由門多薩省負責管轄，海拔高度750米，每年平均降雨量189毫米，2010年人口188,018。

## 外部連結
- Municipality of San Rafael — Official website.
- Diario San Rafael （页面存档备份，存于） （西班牙文）